# Зимниці (Думіницький район)
Зимниці (рос. Зимницы) — село в Думіницькому районі Калузької області Російської Федерації.
Населення становить 250 осіб. Входить до складу муніципального утворення Село Новослободськ.

## Історія
Від 2004 року входить до складу муніципального утворення Село Новослободськ.

## Населення
| 2002 | 2010 |
| ---- | ---- |
| 291  | ↘250 |